# Duke of Marmalade
Duke of Marmalade, född 12 mars 2004, död 5 november 2021, var ett engelskt fullblod, mest känd för att ha tagit fem raka grupp 1-löp under 2008, för vilka han utsågs till European Champion Older Horse.

## Bakgrund
Duke of Marmalade var en brun hingst efter Danehill och under Love Me True (efter Kingmambo). Han föddes upp av Southern Bloodstock på Irland 2004. Han tränades under sin tävlingskarriär av Aidan O'Brien.

## Karriär
Duke of Marmalade tävlade mellan 2006 och 2008. Under tävlingskarriären sprang han in totalt in 1 388 453 pund på 16 starter, varav 6 segrar, 4 andraplatser och 1 tredjeplats. Han tog karriärens största segrar i Prix Ganay (2008), Tattersalls Gold Cup (2008), Prince of Wales's Stakes (2008), King George VI and Queen Elizabeth Stakes (2008) och International Stakes (2008).
Duke of Marmalade ägdes under sin tävlingskarriär av Sue Magnier och Michael Tabor. Han tog sina två första segrar som tvååring i juni 2006. Han segrade inte igen förrän på våren av sin fyraåringssäsong, nästan tjugotvå månader senare. Under denna segerlösa period betraktades han ibland som en hare för mer hyllade hästar som Dylan Thomas. Under sin sista tävlingssäsong segrade han i Prix Ganay, Tattersalls Gold Cup, Prince of Wales's Stakes, King George VI och Queen Elizabeth Stakes och International Stakes. Han avslutade sin karriär i oktober 2008 efter att ha tävlat i Breeders' Cup Classic.
Efter tävlingskarriären var han verksam som avelshingst vid Coolmore Stud, och flyttades mellan stuterier på Irland och Australien (en praxis som kallas shuttling). I juli 2014 såldes han och flyttades till Drakenstein Stud i Sydafrika.
Duke of Marmalade avled i Sydafrika den 5 november 2021 vid 17 års ålder.